# Pierrefitte-sur-Seine
Pierrefitte-sur-Seine is voormalige een gemeente in het Franse departement Seine-Saint-Denis (regio Île-de-France). De gemeente telde 33.670 inwoners op 1 januari 2022. De plaats maakt deel uit van het arrondissement Saint-Denis. Pierrefitte-sur-Seine is op 1 januari 2025 aangehecht aan de gemeente Saint-Denis.

## Geografie
De oppervlakte van Pierrefitte-sur-Seine bedroeg op 1 januari 2022 3,41 vierkante kilometer; de bevolkingsdichtheid was toen 9.873,9 inwoners per km².
De onderstaande kaart toont de ligging van Pierrefitte-sur-Seine met de belangrijkste infrastructuur en aangrenzende gemeenten.

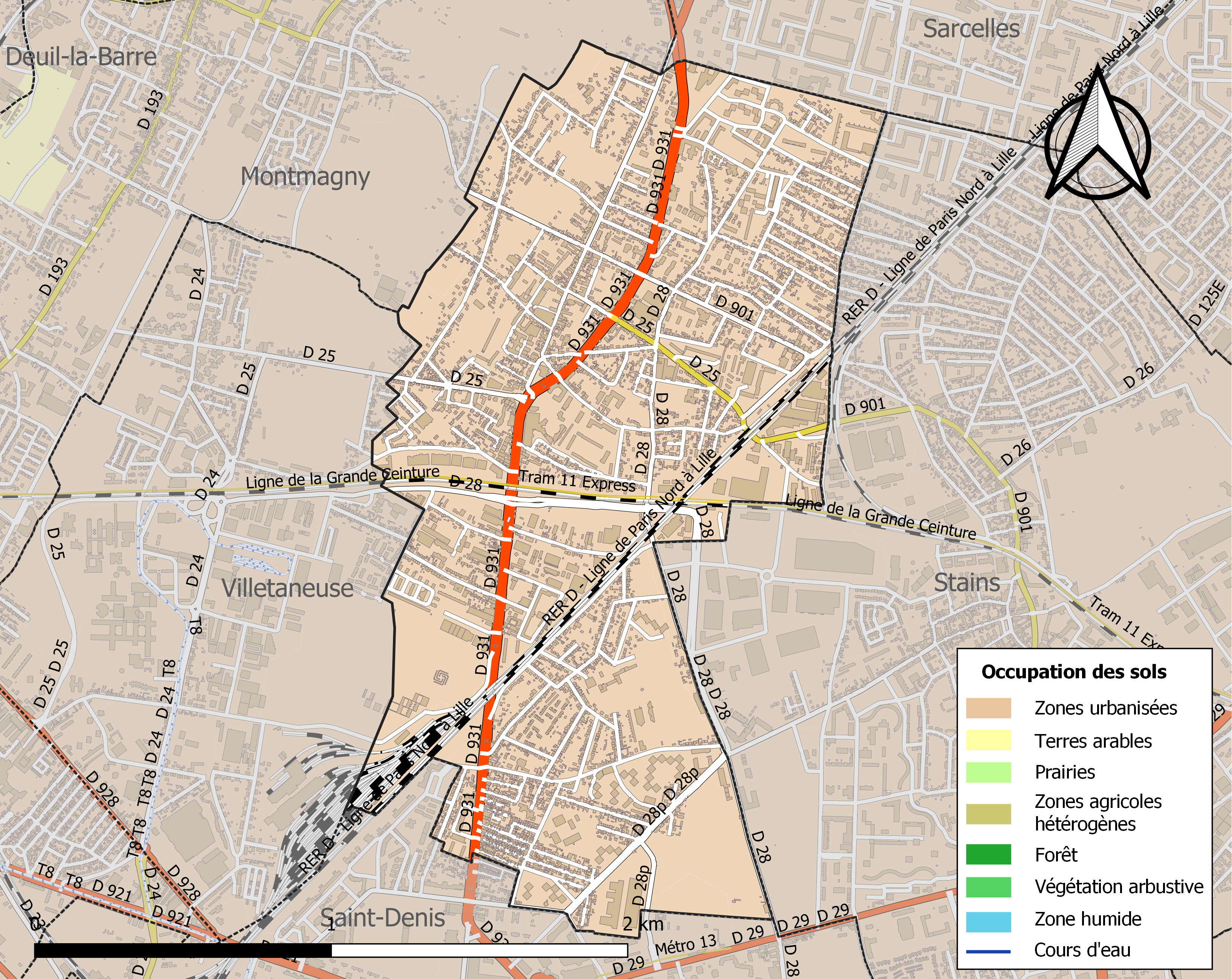

## Demografie
Onderstaande figuur toont het verloop van het inwonertal (bron: INSEE-tellingen).